# قلعه خان باغی
قلعه خان باغی مربوط به دوران‌های تاریخی پس از اسلام است و در شهرستان بیجار، بخش چنگ الماس، روستای خان باغی واقع شده و این اثر در تاریخ ۱۰ دی ۱۳۸۱ با شمارهٔ ثبت ۶۹۱۸ به‌عنوان یکی از آثار ملی ایران به ثبت رسیده است.